# Vicaire général pour la Cité du Vatican

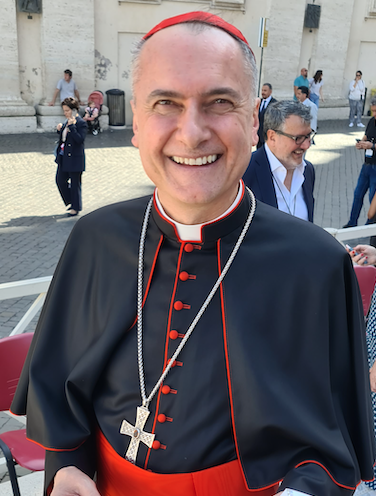
Le cardinal Mauro Gambetti, actuel vicaire général pour la Cité du Vatican.

Le vicaire général pour la Cité du Vatican, ou plus formellement vicaire général de Sa Sainteté pour la Cité du Vatican, est l'évêque qui, comme vicaire général du Pape, s'occupe des besoins spirituels des fidèles qui résident dans la portion du diocèse de Rome se trouvant dans les limites de la Cité du Vatican.

## Histoire
Le vicaire de la Cité du Vatican a été institué lorsque l'État de la Cité du Vatican est né le 11 février 1929 par les accords du Latran ; ils sont suivis par la bulle Ex Lateransi pacto du 30 mai 1929 qui institue formellement cette charge. Le pape Pie XI  établit que cette charge doit être assignée au « sacristain de Sa Sainteté », office traditionnellement confié à un religieux de l'ordre de Saint-Augustin, consacré évêque titulaire de Porphyreon (de). Le pape Jean-Paul II abolit l'office de sacristain de Sa Sainteté et assigne la charge de vicaire de la Cité du Vatican à l'archiprêtre pro tempore de la basilique Saint-Pierre.

## Description
Comme tout vicaire général, nommé pour aider l'évêque diocésain dans l'administration de son diocèse, le vicaire général du Vatican est nommé pour le soin spirituel des fidèles des églises et chapelles existant sur le territoire du Vatican. Le prélat qui est nommé à ce poste est responsable uniquement des besoins spirituels de la Cité du Vatican, ce qui est différent du vicaire général du diocèse de Rome car il n'a pas la délégation du gouvernement ordinaire qui demeure entre les mains du souverain pontife.
En vertu de cette charge, qui s'ajoute à celle d'archiprêtre de la basilique Saint-Pierre, le vicaire général est le responsable principal des besoins spirituels des pèlerins qui visitent le Vatican.
Contrairement aux autres vicaires généraux, sa fonction et celle du cardinal-vicaire (vicaire général pour le diocèse de Rome) ne cessent pas avec la vacance du siège épiscopal.

## Ordinaires
- Agostino Zampini (it), O.S.A. † (30 mai 1929 - 7 juin 1937 décédé)
- Alfonso Camillo De Romanis (it), O.S.A. † (20 août 1937 - 18 janvier 1950 décédé)
- Petrus Canisius van Lierde, O.S.A. † (13 janvier 1951 - 14 janvier 1991 retraite)
- Aurelio Sabattani † (14 janvier 1991 - 1er juillet 1991 retraite)
- Virgilio Noè † (1er juillet 1991 succède - 24 avril 2002 retraite)
- Francesco Marchisano † (24 avril 2002 - 5 février 2005 nommé président du Bureau central du travail du Siège apostolique)
- Angelo Comastri, (5 février 2005 - 20 février 2021 : retraite)
- Mauro Gambetti (depuis le 20 février 2021)